# Diego Guillén de Ávila
Diego Guillén di Ávila (1455 – 1510) è stato un religioso, traduttore e scrittore spagnolo.

## Biografia
Diego era figlio di Pero Guillén, contatore maggiore dell'arcivescovo di Toledo, don Alonso Carrillo di Acuña, che sedette sulla cattedra toletana dal 1446 fino al 1448. Notevole poeta, autore di Gaya ciencia, discepolo del Marchese di Santillana e di Juan di Mena, don Alonso ha lasciato varie opere manoscritte tra cui una continuazione di "I sette peccati mortali".
Diego crebbe nel palazzo di quel prelato, scuola di lettere, scienze e armi, si consacrò alla Chiesa dalla gioventù, timoroso forse di seguire la triste sorte di suo padre, cantore erudito-popolare che ha dato nei suoi versi compiuti ragione dell'effetto prodotto in Castiglia per il supplizio di don Álvaro de Luna; ma la disgrazia afflisse in breve tempo Pero Guillén, che fu ridotto dall'estrema povertà a dover scrivere opere distanti dal suo estro, per sostenere la sua vita e quella dei suoi figli: dovette cercare in Toledo la protezione di don Alonso Carrillo di Acuña, trovando nel palazzo di questo opulento magnate un benevole accoglimento e vivendo lunghi anni al suo servizio. Alla magnificenza di don Alonso non meno che al suo talento e impegno dovette Diego le prime distinzioni della sua carriera, e andò a Roma, accompagnando Alonso Carrillo, nipote dell'arcivescovo e vescovo di Pamplona, con la speranza di maggiori meriti. Per molto tempo dovette assecondare volontà altrui e trascorse a Roma la maggior parte della sua vita, servendo quale famiglio del cardinale di Ursino. Ottenne un canonicato in Palencia, ma si ignora se si sia trasferito in questa città.

## Opere

### Il panegirico in onore di Isabella la Cattolica
Diego ha ereditato i talenti del suo padre, dando mostra di essi nel suo panegirico in lode della regina Isabella la Cattolica, sia perché le virtù della regina infiammavano il suo spirito, sia perché era testimone a Roma dell'applauso e della venerazione che infondeva il suo nome e dell'entusiasmo che aveva suscitato la Conquista di Granada. Benché il panegirico dedicato ad Isabella la Cattolica fosse di materia storica, la forma continuava ad essere dantesca, come lo era nell'opera I dodici trionfi di Cartujano. Il panegirico descrive con stile facile e elegante, "con penna pulita e discreta", la storia della Spagna nelle epoche precedenti, e dopo i successi del regno dei Re Cattolici, ad eccezione della scoperta del Nuovo Mondo, mostrò devozione e imitò i passaggi della Divina Commedia, come accade in altre opere nelle quali Dante era insegnante e guida nel Parnaso castigliano ("Desiderio delle Sette virtù" e "Trionfo del Marchese di Santillana").

### La traduzione degliStratagemmi militaridi Frontino
Diego pubblicò anche una traduzione dei quattro libri di Sesto Luglio Frontino, l'opera Stratagemmi militari, dedicata a Don Pedro di Velasco, conte di Haro. La tradusse perché i capitani e gli altri uomini di guerra ignoravano il latino ed erano carenti di consigli e stratagemmi, che Frontino dà per i casi repentini o imprevisti della guerra, e potevano servire loro di lezione i molti fatti illustri raccolti in questo libro. Diego dice che osservando nell'ordinare i fatti della guerra, intende abbracciare nella sua opera l'astuzia e l'ingegno dei capitani, e i fatti che i Greci comprendono sotto il nome di Estrategemáticon, con i quali i capitani avranno esempi e consigli per deliberare in casi tali, e divide la sua opera in tre libri:
- Il primo tratta in 12 capitoli degli esempi di tattica militare convenienti prima di cominciare la battaglia
- Il secondo è diviso in 13 capitoli che riguardano la battaglia, e di quando sia finita.
- Il terzo in 18 capitoli, riguardanti su come mettere e alzare i posti e gli attacchi e le difese di città e piazze, avendo sfruttato opere che su questa materia erano scritte in varie lingue.
- Dopo aggiunge un quarto libro in 7 capitoli sulle:
  - La disciplina e la scienza militare
  - Effetto della disciplina
  - La continenza
  - La giustizia
  - La costanza
  - Sulla moderazione
  - Consigli vari